# Der Reformator
Der Reformator ist ein deutscher Fernsehfilm aus dem Jahr 1968 von Rudolf Jugert, mit dem Schauspieler Christian Rode in der Hauptrolle des Martin Luthers.
Das Dokumentarspiel behandelt das Leben und Wirken Martin Luthers.

## Handlung
Zu Beginn des 16. Jahrhunderts ist im Volk die Furcht vor dem nahenden Jüngsten Gericht allgemein verbreitet. Auch die in einem Wirtshaus in Wittenberg trinkenden Gäste kennen diese Furcht. Doch sie haben Kunde vernommen, dass Tetzel im nahgelegenen Jüterbog Ablass verkauft, der hier Abhilfe verspricht. Der Kurfürst Friedrich von Sachsen hat ebenfalls von Tetzels Treiben nahe seiner Grenze gehört. Er ist erbost darüber. Er hat Wittenberg mit Reliquien ausgestattet, beispielsweise einen Zahn der heiligen Klara, damit seine Untertanen nicht mehr gefahrenvoll nach Rom oder Santiago de Compostela pilgern müssen, um Ablass zu erhalten. Doch nun hat Papst Leo den großen Sankt-Peters-Ablass zu ihm an die Grenze geschickt und zieht seinen „Kindlein“ das Geld aus der Tasche. Im Grunde seien die von Tetzel verkauften Ablassbriefe nichts anderes als Bankwechsel der Fugger, seufzt Friedrich. Spalatin, der den Sorgen seines Landesherrn horcht, muss ihm recht geben. Spalatin, der die Positionen Luthers, welcher in den letzten Jahren schon dreimal gegen den Ablass predigte, übernommen hat, tröstet den Kurfürsten und äußert dabei die Vermutung, dass Luther wieder einmal etwas gegen den Ablass unternimmt. Tatsächlich zeigt sich Luther erzürnt. Beichtkindern, die bei ihm mit den Ablasszetteln auftauchen, verweigert er die Absolution, verweist sie der Kirche, denn sie seien mit dem Vertrauen auf die Ablasszettel des Teufels. Luther hat im griechischen Urtext der Bibel das eigentliche Wort für Buße nachgeschlagen. Es lautet Metanoeite, erneut ins deutsche übersetzt „wandelt euren Sinn“. In einem Gespräch mit Staupitz erläutert Luther seine neue Erkenntnis und berichtet über seine soeben formulierten 95 Thesen, die er bald nach dem Gespräch veröffentlicht. Er will mit Gelehrten darüber disputieren, aber es kommt ganz anders. Die Thesen verbreiten sich durch den Buchdruck im Volk und die Amtskirche zeigt sich darüber stark verärgert.
In einem Gespräch zwischen Friedrich von Sachsen und Kardinal Cajetan vereinbaren diese, dass Luther auf dem Reichstag zu Augsburg 1518 vom Kardinal verhört werden dürfe. Friedrich hat damit einen weisen Kompromiss gefunden. Denn der Kardinal wollte eigentlich, dass Luther als ein Ketzer in Rom verhört werde, was Friedrich ablehnte; denn ein Professor, so Friedrich, müsse zuvor in deutschen Landen verhört werden, bevor ein Prozess begonnen werde. Ungefähr zehn bis zwölf Tage später erscheint Luther in Augsburg. Dort erklärt ihm Serralonga, dass er vor dem Kardinal das Wort Revoco d. h. „Ich widerrufe“ spreche möge. Luther spricht bald darauf vor dem Kardinal das Wort nicht, sondern bittet diesen, er möge ihn und somit seine Thesen widerlegen. Dem Kardinal, der dies versucht, gelingt es nicht, und so verharrt Luther in seiner Position. In der kommenden Nacht verlässt Luther durch eine Pforte, deren Wächter bestochen wurde, heimlich zu Pferde die Stadt.
Am 31. Oktober 1518, also genau ein Jahr nach dem Thesenanschlag, trifft Luther sodann bei seinen Freunden in Wittenberg ein. Seine Freunde Amsdorf, Karlstadt und Philipp Melanchthon lädt er bald darauf zu Speis und Trank ein. Er erklärt ihnen, dass er, damit der Kurfürst nicht weiter seinetwegen leiden müsse, fortgehen wolle. Er habe sie zum Abschied eingeladen. Aber bevor er sein Vorhaben umsetzen kann, trifft plötzlich ein Bote mit einem Brief ein. Der Brief kommt von Spalatin, er solle bleiben. Ein Nuntius aus Rom namens Kardinal Karl von Miltitz sei eingetroffen, um dem Kurfürsten die Tugendrose zu überreichen. Bald darauf kommt es zu einem Treffen zwischen Miltiz und Luther, in dem es zu einer Vereinbarung kommt. Beide Seiten wollen im Streit Ruhe geben. Damit soll wieder Frieden herrschen. Der Frieden erscheint unter anderem dadurch ermöglicht, dass Tetzel mittlerweile in Klosterhaft sitzt; denn er soll sich, so Miltiz, am Ablasshandel bereichert haben.
Aber der Frieden herrscht nur kurze Zeit. Denn wenig später fordert Dr. Eck den Kollegen Luthers, Karlstadt, zur Disputation heraus. Da sich aber die Disputation ebenfalls mit Luthers Thesen beschäftigen soll, ist dieser nun auch herausgefordert. So kommt es 1519 zur sogenannten Leipziger Disputation an der Universität Leipzig. Luther äußert in der Disputation, dass sich Päpste und Konzilien irren können und dass die Heilige Schrift über Päpsten und Konzilien stehe. Eck widerspricht und erklärt dabei unter anderem, dass Konzilien irrtumsfrei seien. Luther sei ein Ketzer. Luther erwidert darauf, dass das jüngste Laterankonzil die Beschlüsse des Konzils von Konstanz und des Konzils von Basel verworfen habe, welche besagten, dass Konzilien über dem Papst stünden. Somit müssten die alten Konzilien geirrt haben. Die Disputation ist damit beendet. Eck versucht nun eine Bannbulle gegen Luther beim Papst zu erwirken, aber der Papst hat andere Sorgen. Kaiser Maximilian ist verstorben. Der frei gewordene Thron wird nun meistbietend versteigert. Der Papst besticht nun mittels Pfründen und Ablass die Kurfürsten. Er will damit seinen Kandidaten König Franz von Frankreich durchsetzen. Aber seine Bestechungen bewirken nichts. Die Fugger und Welser haben 130.000 Gulden an Bestechungsgeldern ausgegeben. Auf diese Weise setzt sich Karl V. in der Wahl durch.
Erst 1520 wird der Prozess gegen Luther wiederaufgenommen. Luther schrieb derweil und veröffentlichte seine großen Schriften An den christlichen Adel deutscher Nation, Von der babylonischen Gefangenschaft der Kirche und Von der Freiheit eines Christenmenschen. Am 15. Juni 1520 wird die Bannandrohungsbulle Exsurge Domine veröffentlicht. Nun sollen Luthers Schriften verbrannt werden. In Mainz kommt es dabei zu einem Zwischenfall, bei dem sich der Scharfrichter weigert, die Schriften zu verbrennen. Luther verbrennt nun im Gegenzug öffentlich mit seinen Studenten zusammen die Bulle des Papstes. Sodann wird der Bann rechtsgültig. Seit 300 Jahren war es üblich, dass nun die Reichsacht ausgesprochen würde. Doch die Mehrheit der Fürsten, Städte und auch der deutschen Bischöfe sowie die kampflustige Ritterschaft sind dagegen. Luther soll zunächst auf dem Reichstag in Worms gehört werden. Friedrich der Weise erwirkt außerdem noch ein kaiserlich-freies Geleit.
Auf dem Reichstag wird Luther erneut aufgefordert zu widerrufen. Luther widerruft auch hier nicht und spricht die Worte: „Hier stehe ich, ich kann nicht anders, Gott helfe mir, Amen.“ Der Kaiser verlässt den Reichstag und ein Tumult breitet sich aus. Begeistert schreit Luther: „Ich bin hindurch“. Auf dem Rückweg wird Luther von Amsdorf und einem Klosterbruder namens Petzenstein begleitet. Aber die Heimfahrt mit einer Kutsche wird durch einen Überfall unterbrochen und Luther wird auf die Wartburg verschleppt. Gerüchte gehen in Europa um, Luther sei ermordet worden. Aber Luther, mittlerweile in Acht und Bann, sitzt in Sicherheit auf der Wartburg. Friedrich der Weise hat ihn entführen lassen. Zwar weiß dieser nicht wohin; er hat das Versteck von seinen Räten aussuchen lassen und hat bewusst darauf geachtet, dass diese ihm das Versteck nicht verraten; aber es geschah auf sein Geheiß. So kann Friedrich auf dem noch laufenden Reichstag erklären, dass er nicht wisse, wo Luther sei. Auf der Wartburg übersetzt Luther nun das Neue Testament ins Deutsche. 1522 wird es veröffentlicht. Als in Wittenberg Unruhen ausbrechen, kehrt er dorthin zurück und beruhigt dort das Kirchenvolk von der Kanzel. In den nächsten Jahren kommt es aber, trotz Luthers schriftlichem Einschreiten, zu einem großen Bauernaufstand, der von den Fürsten niedergeworfen wird. Luther heiratet 1525 die entlaufene Nonne Katharina von Bora. In den folgenden Jahren breitet sich die Reformation in ganz Deutschland aus.
1530 kommt es zu einem neuen Reichstag in Augsburg. Luther kann wegen des Banns nicht daran teilnehmen. Er wartet deshalb in der nahe gelegenen Veste Coburg. Auf dem Reichstag verliest derweil Melanchthon die Confessio Augustana. Der Film endet, wie Luther auf der Veste Coburg zu Gott betet und spricht: „Dein Wort steht auch ohne mich Herr. Wir alle sind so töricht lieber Gott.“

## Hintergrund
Der Film wurde vom Zweiten Deutschen Fernsehen (ZDF), mittels des Studios Hamburg Ateliersbetrieb-GMBH, hergestellt. Das ZDF übernahm auch den Verleih.
Bei der Besetzung konnte man Christian Rode für die Hauptrolle gewinnen. Die Rolle des Hans von Berlepsch wurde im Film von einem seiner Nachfahren, Tilo von Berlepsch, übernommen. Die Rolle des Kaisers Karl V. wurde von Konrad Halver gespielt, der durch seine Hörspielproduktionen bekannt wurde. Günther Sawatzki, der im Film als Erzähler und Experte auftritt, schrieb auch das Drehbuch.
Der Film hatte am 31. Oktober 1968 zeitgleich in Österreich und in der Bundesrepublik Deutschland seine Premiere. Er ist seit vielen Jahren nicht mehr im Fernsehen gelaufen. Auf DVD wurde der Film in Deutschland am 4. August 2017 veröffentlicht.

## Historische Authentizität
Der Film zeigt kaum historische Ungenauigkeiten. Der Regisseur Rudolf Jugert erklärte seinerzeit, dass jede Szene nicht nur durch Quellen, sondern auch durch Sekundärliteratur belegt wurde.
Erwähnenswert ist dabei, dass der Historiker Günther Sawatzki, welcher als Erzähler fungiert, im Film die Authentizität des Thesenanschlags mit dem Argument verteidigt, dass die Zeitgenossen Luthers, die dessen Tod überlebten, der Darstellung des Ereignisses des Thesenanschlags nicht widersprachen. Dies so Sawatzki, wäre doch recht merkwürdig, wenn der Thesenanschlag nicht stattgefunden hätte. Dennoch, der eigentliche Thesenanschlag wird im Film nicht bildhaft dargestellt.